# Tavastie
Tavastie (finsky Häme, švédsky Tavastland) je oblast ve vnitrozemí jihozápadního Finska. Leží na území moderních krajů Kanta-Häme, Päijät-Häme, Střední Finsko a částečně také Pirkanmaa a Kymenlaakso, její jižní hranici tvoří vyvýšenina Salpausselkä a východní hranici jezero Päijänne. Největšími městy jsou Tampere, Hämeenlinna, Lahti, Forssa a Valkeakoski.
Kraj je osídlen od paleolitu, z doby železné jsou z oblasti okolo jezera Vanajavesi doložena hradiště, která obývali Tavastiové (Hämäläiset), jejichž smísením se sousedními etniky vznikl finský národ. Severní část Tavastie obývali ještě ve středověku kočovní Sámové (odtud pochází také finský název Häme). Místní obyvatelé odmítali přijmout křesťanství, z rozhodnutí papeže Řehoře IX. byla proti nim vedena druhá švédská křížová výprava, v jejímž důsledku se region stal roku 1239 součástí Švédska. Ve 14. století byl založen hrad Häme (Tavastehus). Tavastie byla jednou ze švédských provincií do správní reformy v roce 1634, roku 1560 jí byl udělen znak z vyobrazením rysa. Roku 1809 se stala součástí Ruského impéria a v roce 1918 samostatného Finska.
Tavastie je rovinatá země s četnými lesy, vřesovišti a jezery, nejvýznamnější řekou je Kokemäenjoki. Hlavním hospodářským odvětvím je těžba dřeva a papírenský průmysl, v jižní části Tavastie se pěstuje žito a brambory. Turistickými atrakcemi jsou zachovaná příroda (národní park Liesjärvi), množství architektonických památek, historická cesta Hämeen Härkätie i muzeum tanků ve městě Parola.